# Gräberfeld von Obermöllern
Koordinaten: 51° 9′ 0″ N, 11° 39′ 0″ O
Das altthüringische Gräberfeld von Obermöllern aus der Merowingerzeit wurde 1925 von Friedrich Holter ergraben und bis 1931 vom Landesmuseum Halle aus untersucht.

## Fundbeschreibung
Das Gräberfeld wurde 1925–31 vom Landesmuseum Halle aus untersucht, bislang sind 31 Körperbestattungen erfasst. Die Publikation erfolgte durch Berthold Schmidt, der den Fundstoff seinen Stufen IIb und III zuwies. (Ende 5. Jahrhundert und 6. Jahrhundert). Es dient hier in seiner Gesamtheit als Beispiel eines üblicherweise als (alt-)"thüringisch" angesprochenen Gräberfeldes des Zeitschnitts B. Nach Holters Interpretation wurde um die Wende des 5. zum 6. Jahrhundert n. Chr. das Gräberfeld und wahrscheinlich auch der Hof aufgegeben.

## Ausstellung
Grabfunde der Merowingerzeit aus Obermöllern – ein Goldbrakteat aus Grab 20, eine S-Fibel und ein künstlich deformierter Frauenschädel aus Grab 25 – wurden in der Sonderausstellung „Schönheit, Macht und Tod“ vom 11. Dezember 2001 bis 28. April 2002 im Landesmuseum für Vorgeschichte Halle/Saale gezeigt. Der Goldbrakteat aus Grab 20 sowie ein Zangenfibelpaar daraus und Beigaben aus einem Kriegergrab (Grab 15) – ein Schwert, eine Lanzenspitze mit feinem Punzdekor auf geschweiftem Blatt sowie ein germanischer Schildbuckel, eine Drehscheibenschale, ein beinerner Kamm und eine Pinzette – wurden zuvor in der Landesausstellung „Die Alamannen“ vom Archäologischen Landesmuseum Baden-Württemberg 1997 in Stuttgart und 1998 in Zürich und Augsburg ausgestellt.